# حملة الستة عشر يوما لمناهضة العنف القائم على النوع الاجتماعي

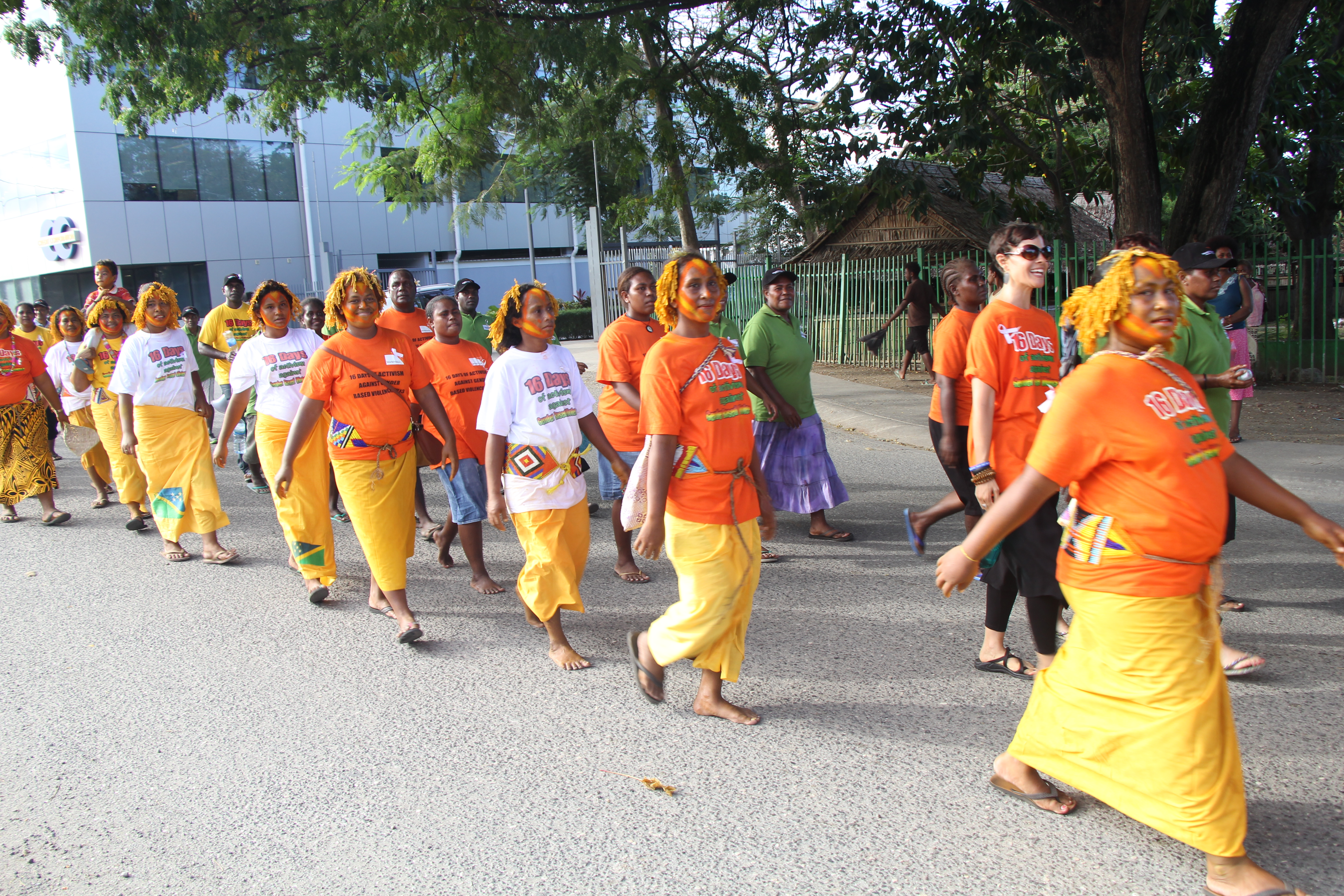
نساء من مسيرة لورد هاوس المجتمعية خلال المسيرة الافتتاحية لحملة الستة عشر يومًا من النشاط ضد العنف القائم على النوع.
تصوير: هيئة الأمم المتحدة للمرأة/مارني جيلبر

حملة الستة عشر يوماً من النشاط لمناهضة العنف القائم على النوع الاجتماعي هي حملة دولية لمواجهة العنف ضد النساء والفتيات، تُجرى الحملة كل عام ابتداءً من 25 نوفمبر، وهو اليوم العالمي للقضاء على العنف ضد المرأة، إلى 10 ديسمبر، وهو يوم حقوق الإنسان. وقد بدأت الحملة في عام 1991 بواسطة معهد المرأة العالمي الأول للقيادة، الذي عقده مركز القيادة العالمية للمرأة في جامعة روتجرز. وحالياً، يشارك في الحملة أكثر من 3700 منظمة سنوياً من 164 بلد تقريبا.ً

## تواريخ هامة
- 25 نوفمبر: اليوم العالمي للقضاء على العنف ضد المرأة.
- 29 نوفمبر: اليوم العالمي للمدافعين عن حقوق الإنسان.
- 1 ديسمبر: اليوم العالمي للإيدز.
- 5 ديسمبر: اليوم العالمي للمتطوعين للتنمية الاقتصادية والاجتماعية.
- 6 ديسمبر: الذكرى السنوية لمذبحة مونتريال، والتي يتم الاحتفال بها في اليوم الوطني لإحياء الذكرى والعمل على العنف ضد المرأة في كندا.
- 10 ديسمبر: اليوم العالمي لحقوق الإنسان وذكرى الإعلان العالمي لحقوق الإنسان.

## المواضيع
في كل عام تقدم حملة 16 يوماً من النشاط لمناهضة العنف القائم على نوع الجنس إما موضوعاً جديداً؛ أو تستمر في موضوعاً قديم.
ويركز هذا الموضوع على مجال واحد من مجالات عدم المساواة بين الجنسين ويعمل على توجيه الانتباه إلى هذه القضايا وإجراء تغييرات سيكون لها أثر.
ويقوم مركز القيادة العالمية للمرأة بإرسال (معدات إجراءات عمل) كل عام، ويوضح بالتفصيل كيفية مشاركة المشاركين وحملتهم من أجل إحداث تغيير.
- وكان موضوع الحملة الأولى في عام 1991عنوانه «العنف ضد المرأة ينتهك حقوق الإنسان»، كما اجتمعت نساء من جميع أنحاء العالم مع مركز القيادة العالمية للمرأة في أول معهد دولي للقيادة النسائية،[4] وقد أُعيد الموضوع مرة أخرى في عام 1992.[5]
- وفي عام 1993، كان الموضوع الثاني للحملة الثالثة هو«الديمقراطية في الأسرة، ديمقراطية الأسر، والديمقراطية لكل إنسان».[6]
- وقد أعاد موضوع عام 1994 الموضوع الأول ولكن مع تغيير طفيف، وكان بعنوان «الوعي والمسائلة والعمل.. العنف ضد المرأة ينتهك حقوق الإنسان».[7]
- وقد ركز موضوع عام 1995 في فيينا، القاهرة، كوبنهاغن، وبيجين لاجتذاب حقوق الإنسان للمرأة على أربعة مؤتمرات رئيسية، ومنها المؤتمر العالمي الرابع المعنيّ بالمرأة في بكين في سبتمبر 1995، وكان المؤتمر الرئيسي الثالث للأمم المتحدة منذ عقد المؤتمر العالمي لحقوق الإنسان في فيينا عام 1993. ويتبع المؤتمر الدولي للسكان والتنمية (القاهرة-1994)، ومؤتمر القمة العالمي للتنمية الاجتماعية (كوبنهاغن-1995).[8]
- وكمتابعة لمواضيع عام 1995 والمؤتمرات الرئيسية التي عُقدت في السنوات الأخيرة، كان موضوع عام 1996 هو «تحقيق حقوق الإنسان للمرأة.. تحقيقاً لرؤيتنا».[9]
- وكانت حملة عام 1997 هي «المطالبة بحقوق الإنسان في الوطن والعالم»، التي كانت تعمل من أجل الحملة العالمية لحقوق الإنسان للمرأة لعام 1998.[10]
- وكان موضوع الحملة في عام 1998هو «بناء ثقافة احترام حقوق الإنسان».[11]
- وموضوع الحملة لعام 1999بعنوان «الوفاء بوعد التحرر من العنف».[12]
- وفي عام 2000، كان الموضوع عن الاحتفال بالذكرى السنوية العاشرة للحملة، حيث يقوم المشاركون باستعراض إنجازات السنوات العشر الأخيرة من الحملة والاستفادة من تلك الإنجازات. وطلب المركز أيضاً من المشاركين إرسال وثائق عن عملهم من أجل الشروع في مشروع لتوثيق جهود الحملة.[13]
- وكان موضوع الحملة في عام 2001 هو «العنصرية والعنف الجنسي.. لا مزيد من العنف».[14]
- وموضوع الحملة في عام 2002 هو «خلق ثقافة تقول لا للعنف ضد المرأة».[15]
- وركزت حملة العنف ضد المرأة في عام 2003 على انتهاك حقوق الإنسان للحفاظ على النشاط بعد عشر سنوات من فيينا (2003-1993)، كما ركزت على استعراض التغييرات التي حدثت في السنوات العشر التي انقضت منذ إعلان فيينا والذي كان نتيجة للمؤتمر العالمي المعنيّ بالإنسان في فيينا 1993، واعتماد الجمعية العامة للأمم المتحدة للإعلان بشأن القضاء على العنف ضد المرأة 2003.[16]
- وكانت حملة (2005-2004) بعنوان «صحة المرأة، من أجل صحة العالم.. لا مزيد من العنف». ولا سيما التركيز على تداخل العنف ضد المرأة ووباء فيروس نقص المناعة البشرية/الإيدز.[17]
- واحتفلت حملة 2006 احتفال «16عاماً لمرور 16 يوما لحقوق الإنسان المتقدمة وإنهاء العنف ضد المرأة»، والاحتفال ليس فقط لأولئك الذين ساهموا في الحملة؛ ولكن لأولئك الذين أعطوا أرواحهم، أوعانوا من العنف خلال كفاحهم ضد عدم المساواة بين الجنسين.[18]
- وكانت حملة عام 2007 بعنوان «المطالبة بالإنجاز وتحدي العوائق.. ينهي العنف ضد المرأة».[19]
- وكان عنوان حملة 2008 «حقوق الإنسان للمرأة، حقوق الإنسان للجميع»، والتي احتفلت بالذكرى الستين للإعلان العالمي لحقوق الإنسان.[20]
- وموضوع 2009 «بالالتزام، العمل، والطلب.. يمكننا إنهاء العنف ضد المرأة».[21]
- وكان موضوع عام 2010 يميز العام العشرين من حملة 16يوما من النشاط لمناهضة العنف القائم على نوع الجنس، وكان عنوانه «هياكل العنف، تحديد تقاطعات العسكرية والعنف ضد المرأة».[22]
- كان موضوع الحملة من 2011 إلى 2014 «من السلام في المنزل إلى السلام في العالم.. دعونا نتحدي العسكرة وننهي العنف ضد المرأة».[23]
- وفي عامي 2015 و 2016، كان موضوع الحملة «من السلام في المنزل إلى السلام في العالم.. نجعل التعليم آمنًا للجميع».[24][25]
- موضوع عام 2019 هو العالم البرتقالي:«جيل المساواة يقف ضد الاغتصاب».[26][27]

## حملة جيل المساواة، تشرين الثاني/ نوفمبر 2019

### جيل المساواة ضد الاغتصاب
الاغتصاب، كلمة واحدة لها تأثير مدمر يمتد لعقود وأجيال، فإنه يدمر الجسد والعقل ويدفع بالسلام إلى خطر محيق.
عندما يُترك الجناة دون عقاب أو يُقلل من أثر هذه الجريمة، فإن هذا يساهم في نشر ثقافة فيها العنف الجنسي أمر طبيعي، ولا تُقدّر النساء والفتيات حق تقديرهن، وتترك مجتمعات ودول بأكملها محطمة.
الكثير منا يفشل في التحدي والتعرف على ثقافة الاغتصاب التي تحيط بنا.
أصبحنا جزءًا من ثقافة تسمح باستمرار الاغتصاب من خلال الكلمات والأعمال أو منعها؛ ومن القوانين التمييزية أو التساهل تجاه الجناة أو من خلال وسائل الإعلام التي نتابعها، والنكات التي نضحك عليها. رغم أن أصوات الناشطين والناشطات والناجيات في السنوات الأخيرة من خلال حركات مثل MeToo# و TimesUp# و Niunamenos# و NotOneMore# و BalanceTonPorc# قد علت وأصبحت واضحة جلية لا يمكن إسكاتها أو تجاهلها، إلا أن العنف ضد النساء والفتيات مستمر في كل بلد. الإحصاءات تخبرنا أن امرأة من كل ثلاث نساء تتأثر بهذا الشكل من العنف، وهناك 15 مليون فتاة مراهقة في جميع أنحاء العالم أجبرنا على ممارسة الجنس.
بمناسبة حملة الستة عشر يومًا لمناهضة العنف القائم على النوع الاجتماعي، والتي تبدأ من 25 نوفمبر إلى 10 ديسمبر، وتحت مظلة حملة جيل المساواة للاحتفال بالذكرى السنوية الخامسة والعشرين لإعلان ومنهاج عمل بيجين، تدعو حملة الأمين العام للأمم المتحدة لإنهاء العنف ضد المرأة قبل 2030 (UNiTE) الناس في كل مكان، ومن كل الأجيال، إلى اتخاذ موقفنًا أكثر جرأة ضد الاغتصاب.